# Saint-Domingue

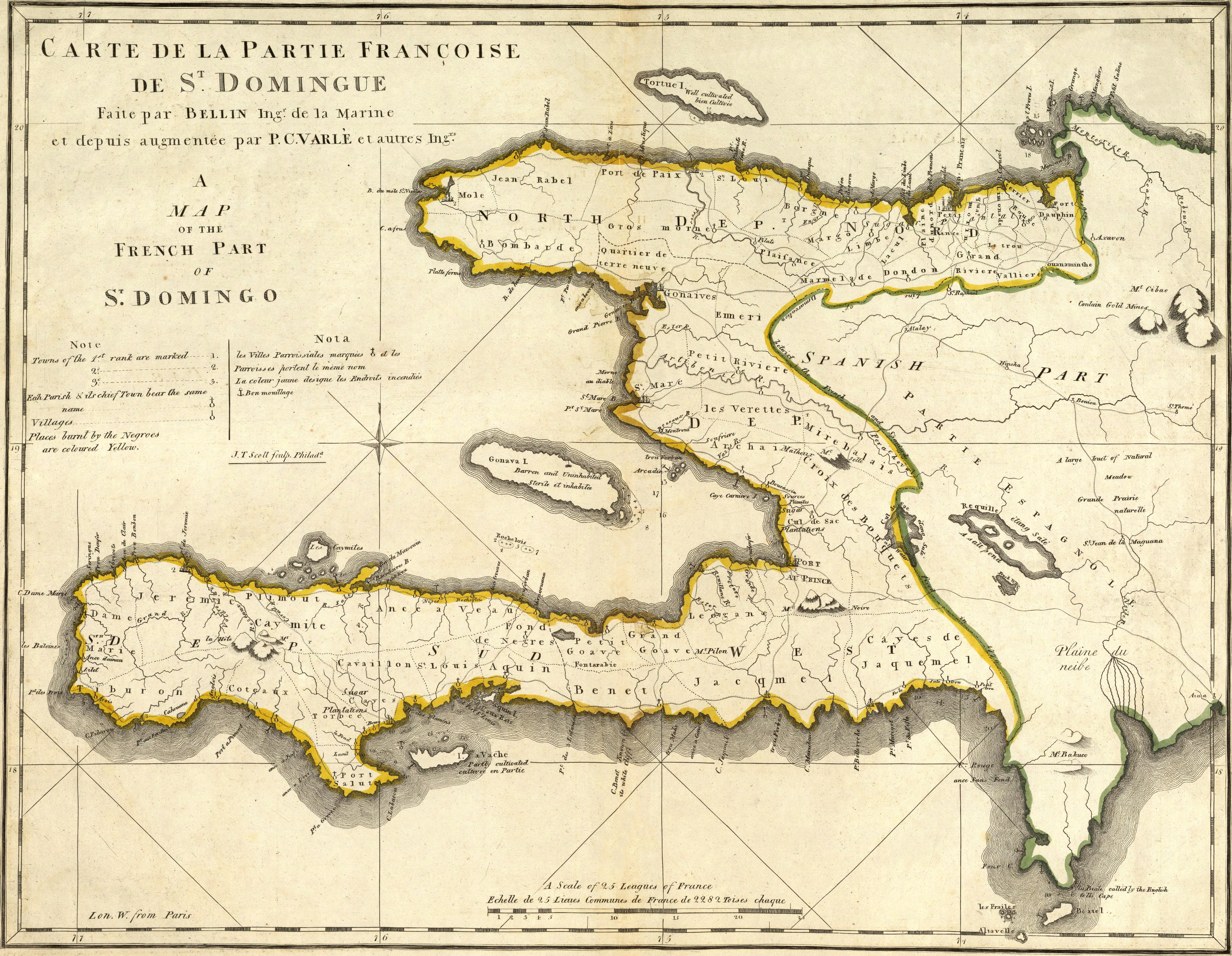
Karte von Saint Domingue aus dem Jahr 1789

Saint-Domingue war von 1697 bis 1804 eine französische Kolonie auf dem Gebiet des heutigen Haiti mit der Hauptstadt Cap-François. Der Name Saint-Domingue ist die französische Entsprechung des spanischen Begriffs Santo Domingo.

## Geschichte
Bis zum Jahr 1697 beherrschte Spanien die gesamte, ebenfalls als Santo Domingo bezeichnete Insel Hispaniola. Im Frieden von Rijswijk verzichtete Spanien dann zugunsten Frankreichs auf das westliche Drittel der Insel. Von nun an war die Insel Hispaniola geteilt in das französische Saint-Domingue (heute Haiti) und Santo Domingo (heute Dominikanische Republik).
Saint-Domingue, der heute deutlich ärmere Teil, hatte zu Zeiten französischer Herrschaft eine florierende Wirtschaft. Die Kolonialherren ließen Urwald abholzen, um Platz für Baumwoll- und Zuckerrohrplantagen zu schaffen. Diese Güter wurden zusammen mit Kaffee erfolgreich nach Europa exportiert. Zeitweise war Saint-Domingue Frankreichs reichste Kolonie. Sie erreichte im Jahr 1770 den größten Anteil an der weltweiten Zuckerproduktion.
Haupteinfuhrhäfen waren Bordeaux, Nantes, Le Havre und Marseille. Vom Zucker wurde 70 % reexportiert. Um den Profit weiter zu steigern, wurden immer mehr afrikanische Sklaven nach Saint-Domingue gebracht, sodass Ende des 18. Jahrhunderts 90 % der Bevölkerung Schwarze waren. Zeitweise wurden jährlich 40.000 Sklaven eingeführt. Im Nachhinein stellte sich die für den Anbau benötigte Rodung des Regenwalds als großer Fehler heraus und ist einer der zahlreichen Faktoren, die zu der schwierigen Lage des heutigen Haiti beitragen. So entstanden durch die Abholzung extreme Erosionen. Heute sind nur noch 30 % der landwirtschaftlichen Fläche Haitis nutzbar. Ein Nebeneffekt ist zudem, dass heute die Wälder als Schutzwall gegen Überflutungen und Schlammlawinen fehlen. 1791 war Saint-Domingue das größte kaffeeexportierende Gebiet der Welt. Zudem exportierten die Kolonisten rund 80.000 Tonnen Zucker nach Frankreich.
Um das Ende des 18. Jahrhunderts hatten nur 5 % aller Schwarzen und Mulatten in der französischen Kolonie den rechtlichen Status freier Personen, alle anderen waren Sklaven. 1789 begann im kolonialen Mutterland Frankreich die Französische Revolution. 1790 begannen nun auch in Saint-Domingue die Haitianische Revolution unter der Führung von Vincent Ogé und François-Dominique Toussaint L’Ouverture. Im Verlauf der Aufstände kam es zu Massakern an der weißen Bevölkerung, zur Abschaffung, Wiedereinführung und erneuten Abschaffung der Sklaverei, zu einer französischen Invasion der Insel, zur Vertreibung der französischen Truppen durch die schwarzen Generäle, zum Bürgerkrieg zwischen Schwarzen und Mulatten sowie zur Besetzung und späteren Räumung des spanischen Teiles der Insel. Rund 10.000 Weiße hatten Saint-Domingue hauptsächlich in Richtung Jamaika und nach Nordamerika verlassen. 1804 wurde Haiti unabhängig und somit der erste unabhängige Staat Lateinamerikas und der erste unabhängige Staat mit farbiger Bevölkerung. Zudem gelang den Sklaven einer der erfolgreichsten Sklavenaufstände überhaupt.
Letztendlich war die euphorisch gefeierte Unabhängigkeit von Saint-Domingue jedoch der Beginn ihres finanziellen und wirtschaftlichen Untergangs. Von dem Reichtum der Kolonie blieb nach der Unabhängigkeit nicht mehr viel übrig. Ursache waren vor allem die Entschädigungszahlungen, die Saint-Domingue nach seiner Unabhängigkeit an Frankreich zahlen musste. Auch der Niedergang des Exports und die zunehmende Subsistenzwirtschaft der Bevölkerung trugen zum Verfall des Staates bei.